# Monts Malundwe
Les monts Malundwe sont un massif  montagneux de Tanzanie, ils sont situés à 20 km au sud-ouest des monts Uluguru et culminent à 1 250 m d'altitude.